# Юрій Олександрович (князь тверський)
Юрій Олександрович (рос. Юрий Александрович; бл. 1398/1400 — 26 листопада 1425) — великий князь тверський у 1425 році.

## Життєпис
Другий син Олександра Івановича, князя Холмського, та доньки князя Федора Михайловича Молозького. Відомості про нього обмежені. Ймовірно народився 1400 року. Припускають, що 1422 року міг брати участь у поході тверського війська на допомогу великому князю Вітовту у боротьбі проти Тевтонського ордена.
У травні 1425 року його батька спадкував велике князівство тверське. На той час в Північній Русі вирувала епідемія чуми. Від неї в жовтні того ж року помер Олександр Іванович, після чого Юрій став новим великим князем. Але його панування тривало місяць. вінн теж помер від чуми. Владу перебрав його молодший брат Борис.

## Родина
Дружина — донька московського боярина Івана Всеволжа
Діти:
- Іван (д/н—після 1464), князь Зубцовський
- Дмитро